# Freezepop
Freezepop est un groupe de synthpop américain, originaire de Boston, dans le Massachusetts. 
Il est formé en 1999 et particulièrement connu pour son apparition dans plusieurs jeux vidéo, en particulier ceux développés par Harmonix (Frequency, Amplitude, Karaoke Revolution, Guitar Hero et Rock Band), Kasson Crooker étant également directeur du son et développeur de ces jeux,,.

## Biographie
Originellement, leurs morceaux étaient composés à l'aide d'un séquenceur MIDI / Groovebox , un Yamaha QY70, souvent pris à tort pour une Game Boy. Freezepop remporte le prix du meilleur nouveau groupe en 2002 aux American Synthpop Awards, et est demi-finaliste du WBCN's Rumble competition. 
Au début de 2006, Stakeout de Freezepop remporte la catégorie de la meilleure chanson de dance/electronica, à la 5e édition de l'Annual Independent Music Awards. Freezepop est appréhendé au Canada en novembre 2006 pour tenter d'entrer dans le pays en prenant une fausse identité. Harmonix se moquera d'eux sur les écrans de chargement avant leurs morceaux sur Rock Band et Rock Band 2.
Le 4 juin 2009, Freezepop annonce sur son web official que le départ du membre fondateur Pannekoeken (anciennement The Duke of Candied Apples, et The Duke of Belgian Waffles,tous des pseudonymes de Crooker). Le 25 novembre 2009, le groupe annonce l'arrivée de deux nouveaux membres ; Robert John « Bananas » Foster et Christmas Disco-Marie Sagan.
Le 25 avril 2016, le groupe lance un projet de crowdfunding sur Kickstarter pour la sortie du successeur de l'album Imaginary Friends (2010). Le total initial était de $ 30000, ce qui a été atteint en moins de 24 heures. Un total de $ 40000 est atteint.

## Membres
- Liz Enthusiasm (de son vrai nom Justinne Gamache) - chant (depuis 1999)
- Sean T. Drinkwater (de son vrai nom Sean T. Drinkwater) - synthétiseurs (depuis 1999)
- Robert John « Bananas » Foster (de son vrai nom Robert John Foster) - synthétiseurs (depuis 2009)
- Christmas Disco-Marie Sagan – synthétiseurs, vocoder (depuis 2009)[9]

## Discographie

### Albums studio
- 2020 : Fantasizer
- 2012 : Secret companion
- 2000 : Freezepop Forever
- 2004 : Fancy Ultra•Fresh
- 2007 : Future Future Future Perfect
- 2010 : Imaginary Friends

### EP
- 2012 : The Doppelgänger
- 2000 : The Orange
- 2000 : The Purple
- 2001 : Fashion Impression Function
- 2003 : -Five My Remix
- 2004 : Mini Ultra•Fresh
- 2005 : Maxi Ultra•Fresh

### Singles
- 2003 : Bike Thief
- 2005 : Dancy Ultra•Fresh
- 2006 : Rokk